# Luce Douady
Luce Douady (* 17. November 2003 in Le Touvet, Frankreich; † 14. Juni 2020 in Saint-Pancrasse, Frankreich) war eine französische Sportkletterin. Sie zählte zu den größten Nachwuchstalenten im Klettersport und galt als Hoffnung Frankreichs für die Olympischen Spiele 2024 in Paris.

## Leben
Douady begann 7-jährig mit ihrem Vater in Chartreuse, Frankreich nahe ihrem Wohnort zu klettern. 2019 wurde sie in die französische Nationalmannschaft aufgenommen. Im Mai 2019 nahm sie am Europacup in Innsbruck, Österreich an ihrem ersten Elite-Wettkampf teil, den sie unerwartet gewann. Ihr Elite-Weltcup-Debüt fand 2019 in Vail, USA statt. Sie erreichte den 5. Platz, was ein vielversprechender Start in ihre Elite-Kletterkarriere war. Im August 2019 wurde sie in Arco, Italien Juniorenweltmeisterin in der Disziplin Boulder und bei der Elite-Europameisterschaft 2019 in Edinburgh gewann sie Bronze im Schwierigkeitsklettern (Lead).
Am 18. Mai 2020 gelang ihr ihre erste Sportkletterroute im Schwierigkeitsgrad 8b+. Zwei Wochen später versuchte sie die Route Mister Hyde 8c+ in Céüse, Frankreich, bei der sie bereits gute Fortschritte gemacht hatte und deren baldige Besteigung sehr wahrscheinlich war.
Douady starb am 14. Juni 2020 mit 16 Jahren beim Zustieg ins Klettergebiet Le Luisset in Saint-Pancrasse, als sie an einer exponierten Stelle 150 Meter in die Tiefe stürzte.

## Erfolge

### Elite

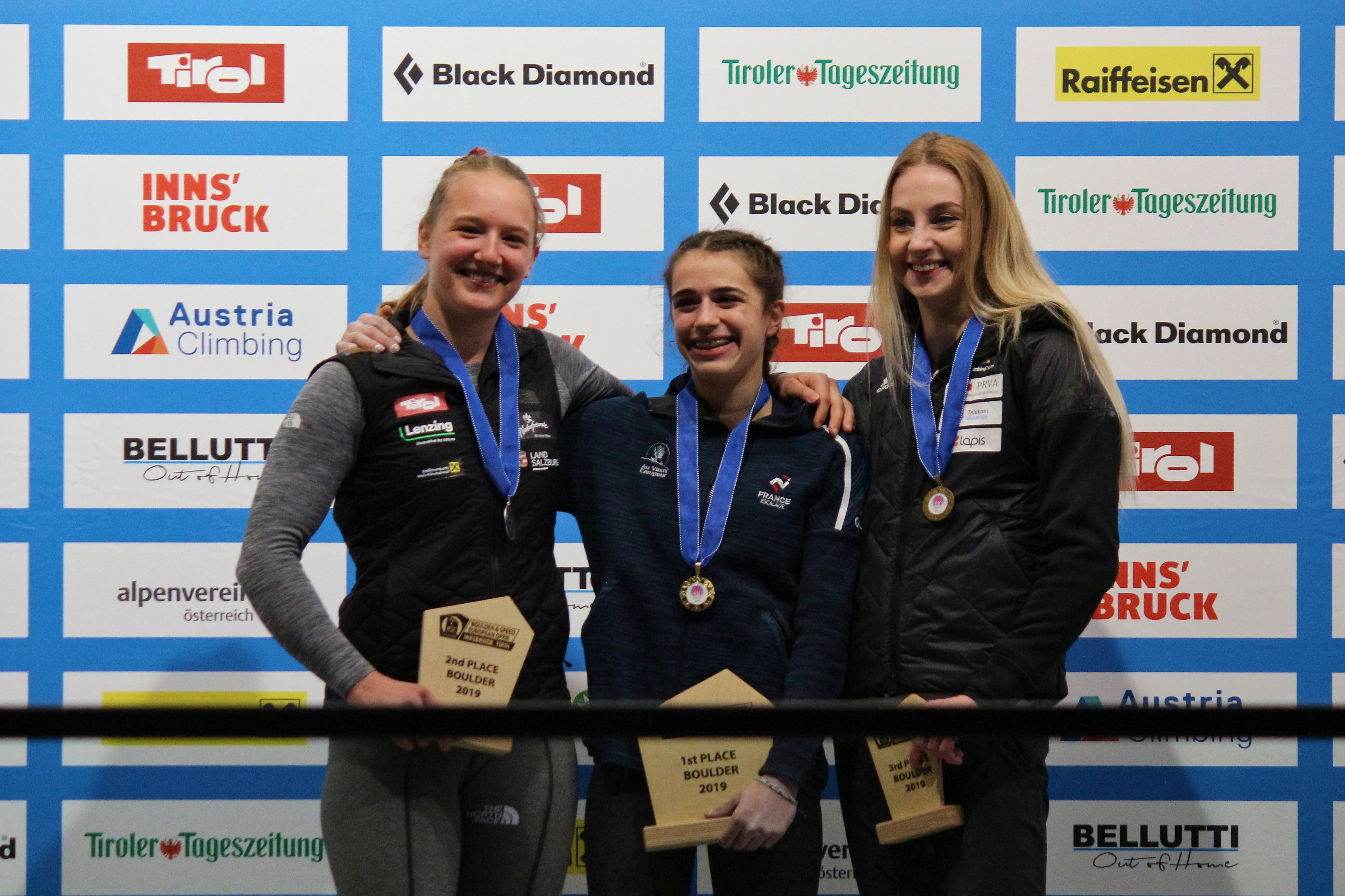
Luce Douady am Europacup in Innsbruck 2019

- Bronze an der Europameisterschaft in Edinburgh, Großbritannien 2019 (Lead)

- Gold am Europacup in Innsbruck, Österreich 2019 (Boulder)
- 5. Platz am Weltcup in Vail, USA 2019 (Boulder)
- 11. Platz am Weltcup in Inzai, Japan 2019 (Lead)

### Junior
- Weltmeisterin in Arco, Italien 2019 (Boulder)
- Bronze an der Weltmeisterschaft in Arco, Italien 2019 (Lead)
- Gold am Europacup in Soure, Portugal 2019 (Boulder)
- Gold am Europacup in Saint-Pierre-en-Faucigny, Frankreich (Lead)
- Vizeeuropameisterin in Imst, Österreich 2018 (Lead)
- 4. Platz an der Weltmeisterschaft in Moskau, Russland 2018 (Lead)
- Gold am Europacup in Voiron, Frankreich 2018 (Lead)
- Gold am Europacup in Sofia, Bulgarien 2018 (Boulder)